# Центристская партия Эстонии
Центри́стская па́ртия Эсто́нии (эст. Eesti Keskerakond) — эстонская левоцентристская политическая партия. Является прямым правопреемником оппозиционного Народного фронта Эстонии.
Партия заявляет своей целью формирование в Эстонии сильного среднего класса и поддержку малого бизнеса, а себя обозначает как «либеральная партия среднего класса». 
Партия была трижды признана виновной в рамках уголовных дел: в 2015 году по делу о подделке документов, в 2019 году по т. н. делу Сависаара и в 2025 году по делу Porto Franco.

## История

### 1990-е годы
Партия была основана 12 октября 1991 года на базе Народного фронта Эстонии после того, как от него откололись несколько партий. Председатель партии — Эдгар Сависаар, заместители — Майлис Репс и Энн Ээсмаа.
21 декабря 1994 года Центристская партия объединилась с Партией предпринимателей Эстонии, основанной Тийтом Маде.
На всеобщих выборах в марте 1995 года ЦПЭ получила 14,2 % голосов и 16 мест (третий результат). Партия вошла в правящую коалицию, Сависаар занял пост министра внутренних дел, а Пеэтер Крейцберг — министра образования. После «плёночного скандала» (тайная запись разговоров с другими политиками), в котором был замешан Сависаар, партия перешла в оппозицию. Разочарованные поведением своего лидера члены партии образовали новую партию. Центристская партия оставалась в относительной политической изоляции до 2001 года.
В 1996 году ЦПЭ выставила своего кандидата Сийри Овийр на пост президента Эстонии, но проиграла выборы.
На всеобщих выборах в марте 1999 года Центристская партия, главным лозунгом которой было введение прогрессивного подоходного налога, получила 23,4 % голосов (первый результат) и 28 мест в Рийгикогу. На тот момент партия имела 26 отделений, 8 в Таллине и 18 в других городах и уездах.

### 2000-е годы
В 2001 году Пеэтер Крейцберг выставлял свою кандидатуру на выборах президента Эстонии. В декабре 2001 года Эдгар Сависаар избирается мэром Таллина, столицы Эстонии.
В январе 2002 года Центристская партия и Партия реформ образовали новую правительственную коалицию. Свен Миксер стал министром обороны. Коалиция просуществовала до выборов 2003 года. Хотя ЦПЭ набрала на этих выборах наибольшее количество голосов, она оставалась в оппозиции до марта 2005, когда рухнуло правительство Юхана Партса.
В 2003 году большинство на партийном съезде приняло решение не поддерживать вступление Эстонии в Европейский союз. Сависаар не выразил чётко свою позицию.
Часть членов ЦПЭ оставила партию в 2004 году и сформировала Социально-либеральную группу. Некоторые присоединились к Социал-демократической партии, другие к Партии реформ. Один из депутатов парламента позднее вернулся в ЦП. В мае 2004 года Центристская партия Эстонии вошла в состав Альянса либералов и демократов за Европу.
В октябре 2004 года Сависаар был вынужден уйти в отставку с поста мэра Таллина после вотума недоверия. Его сменил Тынис Пальтс из Res Publica.
На выборах в Европейский Парламент в 2004 году партия набрала 17,5 % голосов и провела в Европейский Парламент одного депутата — Сийри Овийр.
12 апреля 2005 года Центристская партия вновь вошла в правительство вместе с Партией реформ и Народным Союзом. В парламенте у неё было 19 мест, а в правительстве — 5 портфелей. Эта коалиция просуществовала до 5 апреля 2007 года.
Местные выборы 16 октября 2005 года оказались очень успешными для центристов: было получено 32 места из 63 в Таллинском городском собрании, то есть абсолютное большинство. Возможно, что одним из факторов успеха явилась огромная популярность центристов среди русскоязычных. После неудачных попыток сформировать стабильное большинство с социал-демократами или Партией реформ, Центристская партия образовала однопартийное городское правительство, возглавляемое Юри Ратасом, 27-летним политиком, избранным на пост мэра Таллина в ноябре 2005 года. ЦП состоит также в правящей коалиции в других больших городах Эстонии, таких как Пярну и Тарту.
На прошедших в 2007 году выборах в Рийгикогу партия получила 29 мест в парламенте (второй результат). Победитель выборов, Партия реформ, не пригласила центристов принять участие в переговорах по созданию правительственной коалиции, в результате чего Центристская партия оказалась в оппозиции. Вслед за этим лидер партии Эдгар Сависаар сменил Юри Ратаса на посту мэра Таллина.

### 2010-е годы
На парламентских выборах 2011 года партия получила 23,3 % голосов и 26 мест.
На парламентских выборах 2015 года партия получила 24,8 % голосов и 27 мест.
26 ноября 2016 года Юри Ратас был избран премьер-министром Эстонии. В коалицию также вошли социал-демократы и партия Отечество. Коалиция просуществовала до парламентских выборов 2019 года.
На парламентских выборах 2019 года партия получила 23 % голосов и 26 мест в Рийгикогу. По итогу коалиционных переговоров с Консервативной народной партией Эстонии и партией Отечество, ЦП возглавила правительство Эстонской Республики. 13 января 2021 года премьер-министр Юри Ратас ушел в отставку, в связи с этим коалиция развалилась.

### 2020-е годы
10 сентября 2023 года на внеочередном съезде Центристской партии Михаил Кылварт был избран председателем, набрав 543 голоса.
29 января 2024 года бывший председатель Центристской партии Юри Ратас покинул партию.
К январю 2024 года из 13 депутатов Рийгикогу, которые входят в состав фракции Центристской партии, шесть человек покинули ряды крупнейшей политической силы страны. Всего партию в 2024 году покинуло 22 человека.
В конце марта 2024 года, с отставкой мэра Михаила Кылварта, закончился восьмилетний период, когда Таллином управляла Центристская партия.

## Результаты партии на парламентских выборах
| Количество поданных голосов |
| --------------------------- |
|                             |

| Мест в Рийгикогу |
| ---------------- |
|                  |